# Uwe Schulze

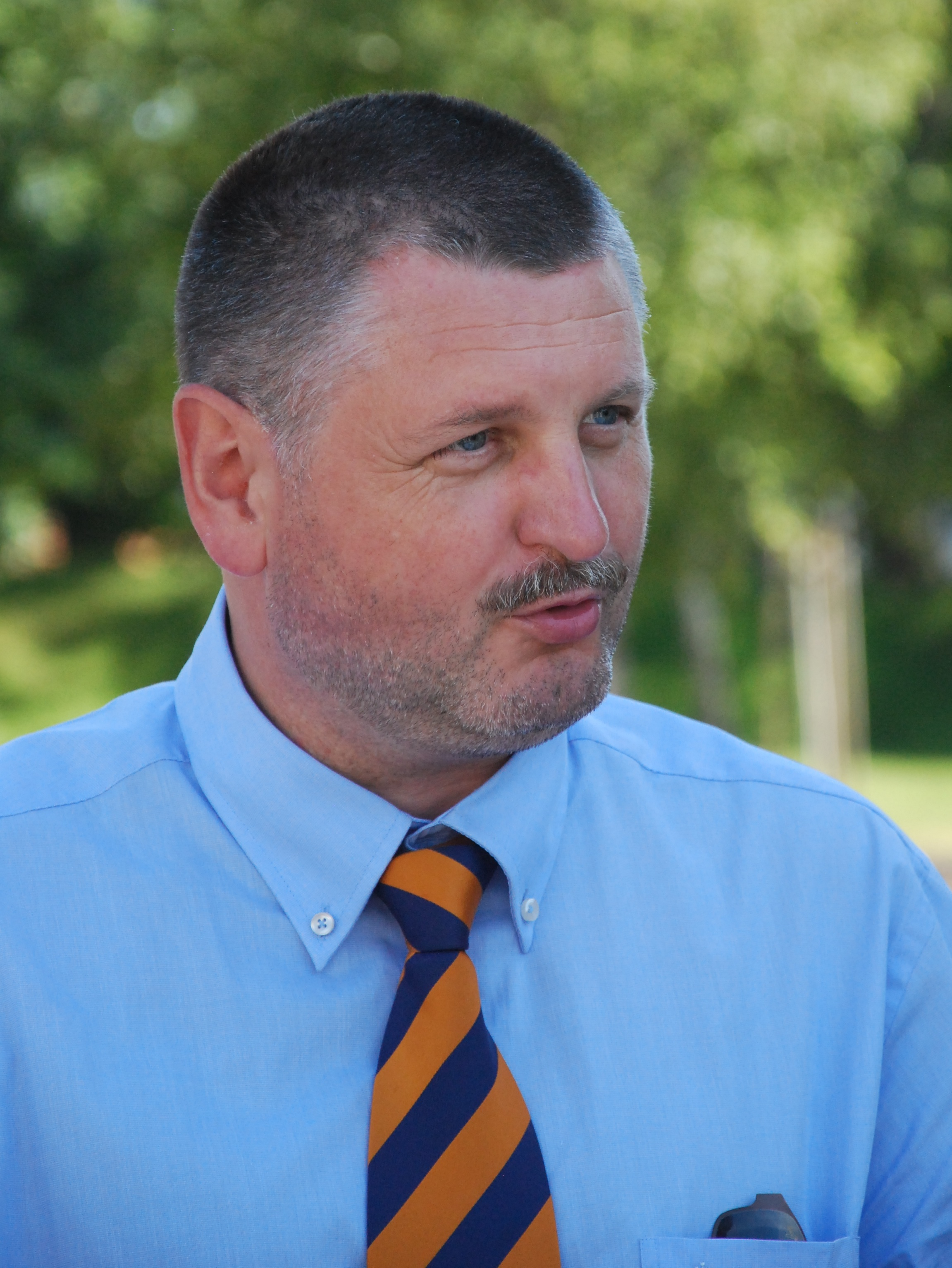
Landrat Uwe Schulze, 2010

Uwe Schulze (* 19. März 1962 in Roßlau) ist ein deutscher Politiker (CDU). Er war von 1990 bis 2002 Mitglied des Landtages von Sachsen-Anhalt und von 2007 bis 2021 Landrat im Landkreis Anhalt-Bitterfeld.

## Leben
Schulze lernte nach Erlangung der Mittleren Reife an der Polytechnischen Oberschule den Beruf eines Agrotechnikers von 1978 bis 1980 und arbeitet anschließend in der LPG Thießen. Seinen Grundwehrdienst bei der NVA absolvierte er 1981/82. Von 1982 bis 1985 studierte er in Neugattersleben und schloss als Agraringenieur für Saatgutwirtschaft und Pflanzenzüchtung ab. Er arbeitete dann als Anbauberater beim VEB Saat- und Pflanzgut Halle/Saale.
Uwe Schulze ist evangelisch, verheiratet und hat eine Tochter.

## Politische Arbeit
Schulze war seit 1980 Mitglied der DBD und ist seit 1990 Mitglied der CDU. Er ist von 1996 bis 2007 CDU-Kreisvorsitzender des Kreisverbandes Bitterfeld. Seit 2007 ist er stellvertretender CDU-Kreisvorsitzender des Kreisverbandes Anhalt-Bitterfeld.
Er ist seit 1995 Mitglied im Landesvorstand der CDU Sachsen-Anhalt. Von 1994 bis 1998 war Uwe Schulze Landesvorsitzender der Jungen Union Sachsen-Anhalt. Von 1999 bis zu seiner Wahl zum Landrat des Landkreises Bitterfeld 2001 war er Mitglied des Kreistages Bitterfeld.
Uwe Schulze war Mitglied des Landtages von Sachsen-Anhalt in der 1., 2. und 3. Wahlperiode (1990–2002).
In der Stichwahl am 6. Mai 2007 wurde er mit 70,1 Prozent der Stimmen zum ersten Landrat des am 1. Juli 2007 im Zuge der Kreisgebietsreform neu entstehenden Landkreises Anhalt-Bitterfeld gewählt. Am 4. September 2014 wurde er Vizepräsident des Landkreistages Sachsen-Anhalt und löste damit Harri Reiche ab. Das Amt als Landrat nahm Schulze bis Juli 2021 wahr.
Im  September 2017 wurde er von Eduard Prinz von Anhalt zum Ritter des Hausordens Albrechts des Bären ernannt.